# کاسان، بوتسوانا
کاسان (به انگلیسی: Kasane) شهری در ناحیهٔ شمال غربی کشور بوتسوانا است که در سال ۲۰۰۰ میلادی ۷٬۹۳۳ نفر جمعیت داشته که از این تعداد، ۳٬۹۶۸ نفر مرد و ۳٬۹۶۵ نفر زن بوده‌اند.